# Vassalisation polonaise de la Moldavie (1387)

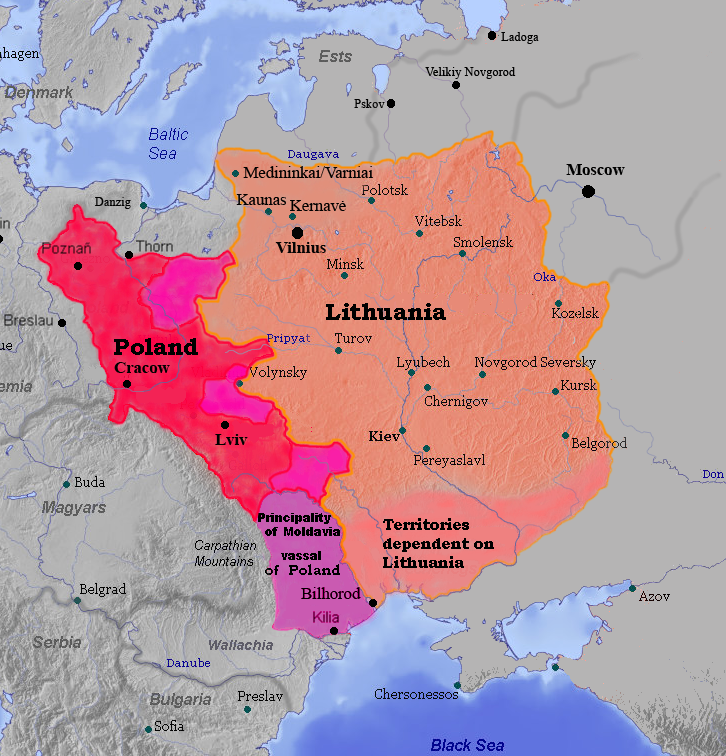
La Pologne, la Lituanie et la Moldavie en 1387.

La vassalisation polonaise de la Moldavie a lieu le 26 septembre 1387 lorsque Pierre II de Moldavie rend hommage au roi de Pologne Ladislas II Jagellon à Lviv, faisant ainsi de la Principauté de Moldavie un État vassal de la Couronne du Royaume de Pologne.

## Éléments contextuels
De 1367 à 1387, la Principauté de Moldavie se trouve sous suzeraineté hongroise ; elle est sous suzeraineté polono-hongroise dans la période entre 1370 et 1382 lorsque le Royaume de Pologne et le Royaume de Hongrie sont réunis sous un seul monarque (Louis Ier de Hongrie). Lorsque Louis Ier fut couronné roi de Pologne, il hérita également du royaume titulaire de Galicie-Volhynie, qui avait été précédemment intégré au royaume de Pologne en 1349 et entièrement conquis par le roi Casimir III le Grand en 1366, amenant ainsi la Pologne aux portes de la Moldavie.

## Vassalisation
Louis Ier meurt en 1382 sans héritier mâle qui assurerait la succession de sa dynastie. Cependant, en 1383, les nobles polonais décident d'offrir la couronne à la plus jeune fille de Louis, la princesse Hedwige, qui fut officiellement couronnée roi de Pologne en 1384. Les troubles politiques en Pologne après la mort de Louis Ier persuadèrent le grand-duc de Lituanie Jogaila d'épouser Jadwiga et de se convertir au catholicisme romain, changeant ainsi son nom en Władysław Jagiełło et formant une union entre le Royaume de Pologne et le Grand-Duché de Lituanie.
En 1387, la Ruthénie rouge appartenait encore au royaume de Hongrie et la reine Hedwige décide de lancer une expédition militaire pour reconquérir la province. La même année, l'armée polonaise, aux côtés d'un détachement lituanien dirigé par Jagellon, vainc le dernier point de résistance hongrois à la forteresse de Halicz le 11 août 1387. Le mois suivant, le 26 septembre 1387, lors d'une visite à Lwów dans la province nouvellement reconquise, Pierre II de Moldavie rend hommage et prête serment de fidélité à la reine Hedwige et au roi Ladislas Jagellon.

## Conséquences
La vassalisation de la Moldavie a permis à la couronne polonaise d'accéder à la mer Noire par la ville portuaire de Maurocastrum afin d'assurer la vitalité du centre commercial de Lwów et d'assurer la protection des principales routes commerciales européennes. Elle agrandit la sphère d'influence de la Pologne à la Moldavie aux dépens du Royaume de Hongrie, offrant à la principauté une protection contre l'hégémonie hongroise. La Moldavie demeurera un fief polonais jusqu'en 1499.